# Prangli
Prangli (niem.: Wrangelsholm, szw.: Wrangö) – estońska wyspa położona w Zatoce Fińskiej na zachód od wyspy Naissaar. Administracyjnie należy do gminy Viimsi w prowincji Harjumaa (razem z wyspami Naissaar, Äksi i Keri). Ma powierzchnię 6,5 km² i według danych z 30 czerwca 2009 r. zamieszkuje ją 132 mieszkańców.
W XIII wieku zasiedlona przez Szwedów. W XVII wieku na wyspę zaczęli napływać Estończycy. W 1930 roku zbudowano latarnię morską. W latach 30. XX wieku Prangli liczyła niemal 500 mieszkańców.
Spora część wyspy porośnięta jest lasem sosnowym, który chronił miejscową ludność przed wiatrem. Zachodnie wybrzeże jest niskie i kamieniste, wschodnie zróżnicowane, z wydmami. Na wyspie licznie występują głazy narzutowe. We wschodniej części Prangli znajduje się zabytkowa kaplica z 1848 roku i cmentarz upamiętniający ofiary parowca „Eesti Rand”.

## Latarnia morska
Radiolatarnia zbudowana w roku 1930. Wieża cylindryczna, wysoka na 12 metrów, z galeryjką, niezabudowana. Położona w północno-zachodniej części wyspy.
- Położenie: 59°38.739' N; 24°58.133' E
- Wysokość wieży: 12 m
- Wysokość światła:  14 m n.p.m.
- Zasięg światła: 6 Mm (11 km), 0° - 360°
- Kolor światła: białe
- Charakterystyka światła: 
  - Blask: 0.5 s
  - Przerwa: 0.5 s
  - Blask: 0.5 s
  - Przerwa: 0.5 s
  - Blask: 0.5 s
  - Przerwa: 0.5 s
  - Blask: 0.5 s
  - Przerwa: 11.5 s
  - Okres: 15 s

Źródło: Estonian Maritime Administration